# Nycterosea discata
Nycterosea discata là một loài bướm đêm trong họ Geometridae.